# The House That Jack Built (film 1900)
The House That Jack Built è un cortometraggio muto del 1900, diretto da George Albert Smith.
Brevi cortometraggi che ritraevano bambini furono da subito molto popolari. Ai primi filmati che ritraevano momenti di gioco e di vita quotidiana con un'ottica semi-documentaria, si aggiunse ben presto la dimensione della fantasia, favorita dai trucchi resi possibili dalla macchina da presa. In questo caso al bambino dispettoso che demolisce la casetta costruita dalla sorellina segue la ricostruzione "magica" della stessa attraverso la riproposizione delle medesime immagini in ordine inverso, creando un effetto di sorpresa tra gli spettatori. "Ciò che era impossibile nella realtà diventava così facilmente ottenibile al cinema".
Gli interpreti del cortometraggio sono i figli del regista: Harold Smith e la sorella Dorothy Smith, tra i primissimi attori bambini della storia del cinema a recitare con continuità davanti alla macchina da presa in diversi filmati, sempre diretti dal padre.

## Trama
Un bambino si diverte a far crollare una casetta costruita dalla sorellina, ma poi la ricostruisce "magicamente" con il solo tocco delle dita.

## Produzione
Il film fu prodotto nel Regno Unito dalla George Albert Smith Films.

## Distribuzione
Il film fu distribuito dalla Warwick Trading Company nelle sale inglesi nel settembre 1900 e negli Stati Uniti nell'aprile 1903 dalla American Mutoscope & Biograph.